# Delphine Seyrig
Delphine Seyrig (10. dubna 1932 Bejrút – 15. října 1990 Paříž) byla francouzská divadelní a filmová herečka. Byla výrazná zejména svým zastřeným altový hlasem a minimalistickým herectvím. Do svých rolí vnášela krom dokonalého šarmu a ženskosti i svou inteligenci. Proslula zejména v rolích charakterově nejednoznačných hrdinek, případně v rolích osudových žen.

## Život a kariéra
Její otec, Henri Seyrig, byl známý archeolog a působil při vykopávkách v Libanonu, kde se herečka také narodila; dětství pak strávila v několika různých zemích.
V padesátých letech 20. století začala vystupovat v divadle, a to v moderních hrách a v dramatech ruských klasiků. Na začátku 60. let začala hrát také ve filmu, svůj filmový debut si odbyla v krátkometrážním americkém snímku Pull my Daisy (1959) za herecké spoluúčasti celé tehdejší beat generation - Jacka Kerouacka, Allena Ginsberga a dalších.
Na začátku její herecké kariéry byla významná zejména její spolupráce s francouzským filmovým režisérem Alainem Resnaisem, se kterým natočila umělecky významné filmy Loni v Marienbadu (1961) a Muriel neboli v čase návratu (1963). Za druhý z nich byla oceněna na Benátském filmovém festivalu. Během kariéry spolupracovala s režiséry mnoha zemí a někdy točila také v Hollywoodu. Na přelomu šedesátých a sedmdesátých let 20. století účinkovala ještě ve vrcholných dílech Louise Buñuela a Josepha Loseye. Od sedmdesátých let se začala více objevovat v nezávislých produkcích často experimentálního charakteru anebo ve filmech režisérek.
V posledních patnácti letech života se stala kmenovou herečkou režisérek femi-filmu a queer-cinema Marguerite Duras, Chantal Ackerman a Ulrike Ottinger.
K jejím nejznámějším filmům patří vedle výše jmenovaných například Ukradené polibky režiséra Françoise Truffauta z roku 1968, Nenápadný půvab buržoazie od Luise Buñuela z roku 1972 anebo film India Song z režisérky a spisovatelky Marguerite Duras z roku 1975.
Seyrig příležitostně působila i jako filmová režisérka, její nejznámější projekt je dokumentární film Sois Belle et Tais-Toi (Buď krásná a zmlkni, 1981), v němž se ženské filmové hvězdy zpovídají ze svých frustrací způsobených genderovými stereotypy.
Manželem Delphine Seyrig byl americký malíř Jack Youngerman, později se s ním rozvedla. Zemřela ve věku 58 let na nádorové onemocnění plic.

## Filmografie (výběr)
- 1961: Loni v Marienbadu (L'Année dernière à Marienbad), režie Alain Resnais
- 1963: Muriel neboli v čase návratu (Muriel ou le Temps d'un retour), režie Alain Resnais
- 1966: Qui êtes-vous, Polly Maggoo? (Qui êtes-vous, Polly Maggoo?), režie William Klein
- 1967: Nehoda (Accident), režie Joseph Losey
- 1968: Ukradené polibky (Baisers volés), režie François Truffaut
- 1969: Mléčná dráha (La Voie lactée), režie Luis Buñuel
- 1970: Oslí kůže (Peau d'âne), režie Jacques Demy
- 1971: Les Lèvres rouges (Les Lèvres rouges), režie Harry Kümel
- 1972: Nenápadný půvab buržoazie (Le Charme discret de la bourgeoisie), režie Luis Buñuel
- 1973: Den Šakala (Chacal), režie Fred Zinnemann
- 1973: Nora (Nora), režie Joseph Losey
- 1975: India Song (India Song), režie Marguerite Duras
- 1977: Baxterová, Vera Baxterová (Baxter, Vera Baxter), režie Marguerite Duras
- 1980: Chère inconnue (Chère inconnue), režie Moshé Mizrahi

## Ocenění

### César
Nominace
- 1976: César pro nejlepší herečku za film India Song
- 1978: César pro nejlepší herečku za film Repérages
- 1981: César pro nejlepší herečku ve vedlejší roli za film Chère inconnue

### Molièrova cena
Nominace
- 1988: Molièrova cena pro herečku za představení Un jardin en désordre

### Jiná ocenění
Ocenění
- 1963: Volpiho pohár na Benátském filmovém festivalu pro nejlepší herečku za film Muriel neboli v čase návratu
- 1990: cena 7 d'or pro nejlepší herečku za film Une saison de feuilles

Nominace
- 1974: cena BAFTA pro nejlepší herečku ve vedlejší roli za film Den Šakala